# (1334) Lundmarka
(1334) Lundmarka – planetoida z pasa głównego asteroid okrążająca Słońce w ciągu 4 lat i 358 dni w średniej odległości 2,92 au. Została odkryta 16 lipca 1934 roku w Landessternwarte Heidelberg-Königstuhl w Heidelbergu przez Karla Reinmutha. Nazwa planetoidy pochodzi od Knuta Lundmarka (1889-1958), szwedzkiego astronoma. Przed nadaniem nazwy planetoida nosiła oznaczenie tymczasowe (1334) 1934 OB.